# بازلاء
جلبان أو البازلاء (في المشرق) أو الجلبانة (في المغرب العربي) أو بَزِيلّا أو بَزِلَّة أو بَزَلْيا أو بَسِلَّة بِسِلّة  أو جُلْجلان أو بازيللا (باللاتينية: Pisum sativum) هي نوع من النباتات نبات الحولية تتبع جنس البازلاء من الفصيلة البقولية.

## الوصف النباتي
تندرج البازلاء أو البسِلّة تحت (الخضراوات) وهي من الفصيلة الفراشية وثمارها قرونٌ تحتوي بداخلها حبات صغيرة كروية الشكل. وهي من المأكولات المحببة كما أنها سهلة الهضم. وتؤكل قرونها وبذورها مطبوخة، ويمكن حفظها مجمدة أو معلبة أو مجففة.

## القيمة الغذائية
القيمة الغذائية ل100غرام بازيلا
1- السعرات الحرارية: 83 سعر حراري
2-الكابوهيدرات : 14.48 غرام
3- البروتين : 5.6 غرام
4- الدهون : 0.4 غرام
5-الألياف الغذائية: حوالي 5 غرام
6-السكر: حوالي 5.7 غرام
7-الكالسيوم: حوالي 25 ملغ
8-الحديد: حوالي 1.5 ملغ
9-البوتاسيوم: حوالي 244 ملغ

## فوائد البازلاء
- تمنح الشبع: تتميز البسلة بمنح الطاقة للجسم؛ لما لها من سكر وألياف وبروتينات، لذلك تكفي كمية لا تتجاوز 150 جراماً من البازلاء لإشباع الشخص.
- تحمى من العمى: فالبسلّة من المصادر الغنية جدًّا بمادة اللوتين التي يُعتقد أن لها دورًا في الوقاية من مرض «تدهور الجزء المسئول عن الإبصار في الشبكية» الذي يعتبر السبب الرئيسي وراء الإصابة بالعمى بين كبار السن.
- فوائد أخرى: ترفع البسلّة نسبة السكريات في الدم، كما تمنح الجسم مواد مهمة عديدة تعمل على حفظ التوازن الغذائي عند من يتناولها، بالإضافة إلى أنها مصدر جيد للبروتينات النباتية والألياف التي تساعد على تنبيه الأمعاء وتقاوم الإمساك.